# Asenate Manoa
Asenate Manoa (Kioa, 23 maggio 1992) è una velocista tuvaluana.

## Biografia
Ha fatto parte della prima spedizione olimpica del suo paese, a Pechino 2008, unica donna insieme al velocista Okilani Tinilau e al sollevatore Logona Esau.
Alle Olimpiadi ha corso i 100 metri piani in 14"05, record nazionale tuvaluano. Era per lei la prima gara su una pista sintetica e con partenza dai blocchi, pur essendo campionessa nazionale, e la prima competizione di livello internazionale.
Ha preparato la partecipazione olimpica grazie all'interessamento della federazione delle Figi, che l'hanno ospitata, e dei Comitati Olimpici Nazionali d'Oceania, per cui lavora.
Ha migliorato il record nazionale, portandolo a 13"75, ai successivi Mondiali di Berlino 2009.
Il 27 luglio 2012 è stata portabandiera per Tuvalu alla cerimonia di apertura dei Giochi della XXX Olimpiade a Londra.

## Progressione

### 100 metri piani
| Stagione | Risultato | Luogo   | Data      | Rank. Mond. |
| -------- | --------- | ------- | --------- | ----------- |
| 2012     | 13"48     | Londra  | 3-8-2012  | 1 615ª      |
| 2011     | 13"82     | Apia    | 21-6-2011 | 1 701ª      |
| 2009     | 13"75     | Berlino | 16-8-2009 | 1 771ª      |
| 2008     | 14"05     | Pechino | 16-8-2008 | 2 590ª      |

## Palmarès
| Anno | Manifestazione  | Sede    | Evento      | Risultato   | Prestazione | Note             |
| ---- | --------------- | ------- | ----------- | ----------- | ----------- | ---------------- |
| 2008 | Giochi olimpici | Pechino | 100 m piani | Batteria    | 14"05       | Record nazionale |
| 2009 | Mondiali        | Berlino | 100 m piani | Batteria    | 13"75       | Record nazionale |
| 2011 | Mondiali        | Taegu   | 100 m piani | Preliminare | 13"92       |                  |
| 2012 | Giochi olimpici | Londra  | 100 m piani | Preliminare | 13"48       | Record nazionale |